# 北方鼯鼠

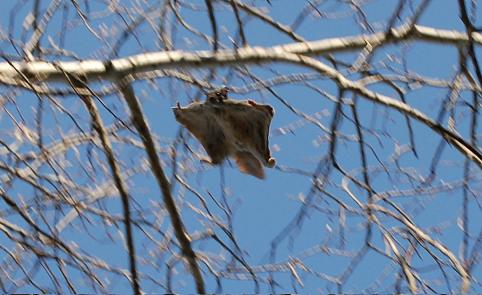
滑翔中的北方鼯鼠

北方鼯鼠（學名：Glaucomys sabrinus）是美洲飛鼠屬的一個種，生活在阿拉斯加到北加利福尼亞的針葉林中。
其毛呈褐色，腹部白色，體長25—37（9.8—14.6英寸），是一種夜行動物，以樹汁、真菌、昆蟲、鳥蛋甚至雛鳥為食，冬天抱團過冬。其下有多個亞種。

## 外部連接
- Animal Diversity Web - Glaucomys sabrinus（页面存档备份，存于）